# أندي دونكان (موسيقي)
أندي دونكان (بالإنجليزية: Andy Duncan)‏ هو موسيقي أمريكي، ولد في 28 نوفمبر 1975.

## وصلات خارجية
- أندي دونكان على موقع ميوزك برينز (الإنجليزية)